# Pigment Yellow 139
C.I. Pigment Yellow 139 (PY 139), CICN 56298, är ett syntetiskt, organiskt pigment med gulorange färg, som går åt djupare och rödare orange i masston. Det är ett isoindolinpigment och ingår i pigmentgruppen aminoketoner.
PY 139 marknadsförs ofta som isoindolingult. Det namnet används också av andra närbesläktade pigment, så det händer det att PY 139 istället har förtydligande som gul-orange i namnet.
PY 139 används både inom industri, tryckteknik och i konstnärsfärger och har funnits på marknaden sedan 1970-talet. Det ingår i blandningar även med oorganiska pigment.
Det har till stor del bra hållbarhet men är mycket känsligt för alkalier och viss känlighet för syror, och det kan mörkna om det utsätts för mycket ljus.